# Ricette d'Italia - Piatti in tavola
Ricette d'Italia - Piatti in tavola è un programma televisivo italiano di genere culinario, talent show e game show, in onda su Real Time dal 4 settembre 2023, dal lunedì al venerdì nella fascia dell'access prime time, con la conduzione di Benedetta Rossi.

## Il programma
Il programma, di genere talent show, ma proposto anche come game show, prevede, in ogni puntata, una sfida (su una cucina tipica) tra quattro partecipanti. Ciascun partecipante porta con sé, e replica, una ricetta della propria tradizione, che successivamente viene presentata alla giuria composta da due membri fissi (gli chef Roberto Di Pinto e David Fiordigiglio), più un terzo giurato VIP. I giurati dopo aver assaggiato e valutato ogni piatto, esprimono una preferenza tramite un pollice in su o in giù, al termine di ogni portata (giudicata singolarmente). Il piatto preferito, al termine di ogni votazione, permetterà al partecipante che l'ha proposto di accomodarsi sulla sedia della "ricetta migliore", che se mantenuta fino a fine gara, lo decreterà definitivamente come vincitore di puntata. La ricetta, risultata la migliore di ciascuna puntata, avrà la possibilità di essere scritta in un libro dal titolo Ricette d'Italia, successivamente pubblicato.

## Edizioni
| Edizione | Anno | Conduzione      | Periodo          | Periodo          | Puntate | Giuria fissa     | Giuria fissa       |
| Edizione | Anno | Conduzione      | Inizio           | Fine             | Puntate | Giuria fissa     | Giuria fissa       |
| -------- | ---- | --------------- | ---------------- | ---------------- | ------- | ---------------- | ------------------ |
| 1ª       | 2023 | Benedetta Rossi | 4 settembre 2023 | 24 novembre 2023 | 60      | Roberto Di Pinto | David Fiordigiglio |

## Audience
| Edizione | Rete televisiva | Anno | Stagione       | Orario      | Durata | Programmazione | Programmazione | Programmazione | Programmazione | Programmazione | Programmazione | Programmazione | Collocazione      | Telespettatori | Share | Premiere       | Premiere | Finale         | Finale |
| Edizione | Rete televisiva | Anno | Stagione       | Orario      | Durata | L              | M              | M              | G              | V              | S              | D              | Collocazione      | Telespettatori | Share | Telespettatori | Share    | Telespettatori | Share  |
| -------- | --------------- | ---- | -------------- | ----------- | ------ | -------------- | -------------- | -------------- | -------------- | -------------- | -------------- | -------------- | ----------------- | -------------- | ----- | -------------- | -------- | -------------- | ------ |
| 1ª       | Real Time       | 2023 | estate-autunno | 20:25-21:30 | 50 min |                |                |                |                |                |                |                | Access prime time |                |       | 230 000        | 1,30%    |                |        |